# Oh Yeah! (Green Day)
Oh Yeah! è un singolo del gruppo punk rock statunitense Green Day estratto dall'album Father of All Motherfuckers il 16 gennaio 2020.
La canzone è stata usata come tema del ppv WWE Backlash 2020.

## Tracce
1. Oh Yeah!

## Classifiche
| Classifica (2020)             | Posizione massima |
| ----------------------------- | ----------------- |
| Canada (rock)                 | 1                 |
| Stati Uniti (alternative)     | 1                 |
| Stati Uniti (mainstream rock) | 1                 |
| Stati Uniti (rock)            | 3                 |
| Stati Uniti (rock airplay)    | 1                 |